# Nidda
Nidda er en by i den tyske delstat Hessen med 16.848 indbyggere. Byen ligger ved floden af samme navn.
Første gang, Nidda optræder på skrift, er i Codex Eberhardi fra et sted mellem 802 og 817, hvor navnet opgives som Nitaha. Senere kaldes den Nithehe (1187), Nitete (1206) og Nitehehe (1234).
Byen fik omkring 1100 en borg med voldgrav om for at beskytte den handelsrute, der gik gennem byen. Volkold 2. bosatte sig på borgen og oprettede et lille grevskab omkring byen med sig selv som greve. Denne første borg blev revet ned i 1604 og erstattet af et renæssanceslot. I 1450 blev grevskabet Nidda lagt ind under landgrevskabet Hessen.
Katharina den Store inviterede i slutningen af det 18. århundrede folk fra Nidda til at flytte til Rusland og bosætte sig ved Volga i nærheden af Saratov. En række familier fulgte opfordringen, og derfor kan man nu om dage finde beboere i dette område med navne som Daubert og Pfaffenroth.
Papirfremstilling er en traditionel beskæftigelse i Nidda som følge af rige forsyninger af træ fra de nærliggende skove samt rent vand fra floden.
- Et af de mange bevaringsværdige huse i Nidda, Laisbachstraße 14